# Anders Sandoe Oersted
Anders Sandoe Oersted (danès: Anders Sandø Ørsted)  (Rudkøbing, 21 de juny de 1816 - Copenhaguen, 3 de setembre de 1872) va ser un botànic, zoòleg i micòleg danès. Era nebot del físic H.C. Ørsted i del polític Anders Sandøe Ørsted.
Al principi de la seva carrera publicà sobre els nematodes àrtics i la zonació de les algues marines a l'estret d'Oresund.
Entre 1845 i 1848, viatjà molt per Amèrica Central i el Carib i publicà, especialment, sobre la flora de les famílies Acanthaceae i Fagaceae. Una de les seves millors publicacions és L'Amérique Centrale Arxivat 2007-09-30 a Wayback Machine..
Va ser nomenat professor de botànica a la Universitat de Copenhaguen el 1851
Va fer estudis sobre el fong Gymnosporangium sabinae mostrant que el fong tenia dos hostes, Juniperus sabina i la perera Pyrus communis.
El gènere d'orquídies Oerstedella Reichenbach f. rep el seu cognom.
Va donar nom a diversos centenars de plantes.